# Cmentarz wojenny nr 60 – Magura
Cmentarz wojenny nr 60 – Pętna (Magura) – austriacki cmentarz wojenny z okresu I wojny światowej wybudowany przez Oddział Grobów Wojennych C. i K. Komendantury Wojskowej w Krakowie na terenie jego okręgu I Żmigród.
Znajduje się na Przełęczy Małastowskiej w zachodniej części przysiółka Pętna miejscowości Małastów położonej w województwie małopolskim, w powiecie gorlickim, w gminie Sękowa.
Zaprojektowany przez Dušana Jurkoviča. Znajduje się w pobliżu schroniska. W osi cmentarza znajduje się drewniana kaplica z kopią obrazu Matki Boskiej Częstochowskiej oraz tablicą inskrypcyjną o treści (tłum.): "Pamiętajcie w swoich pełnych szczęścia dniach,/ Że na tej ziemi gorzał zaciekły bój,/ Że tu tysiące odniosło śmiertelne rany,/ Aby wokół was rozkwitało błogosławieństwo słońca". Pochowano tu 174 żołnierzy austro-węgierskich.
Cmentarz był wielokrotnie remontowany, nie zawsze starannie i obecnie nie posiada wszystkich pierwotnych elementów (m.in. furtki w bramie oraz dwóch dużych krzyży na kwaterach bezpośrednio przed pomnikiem.

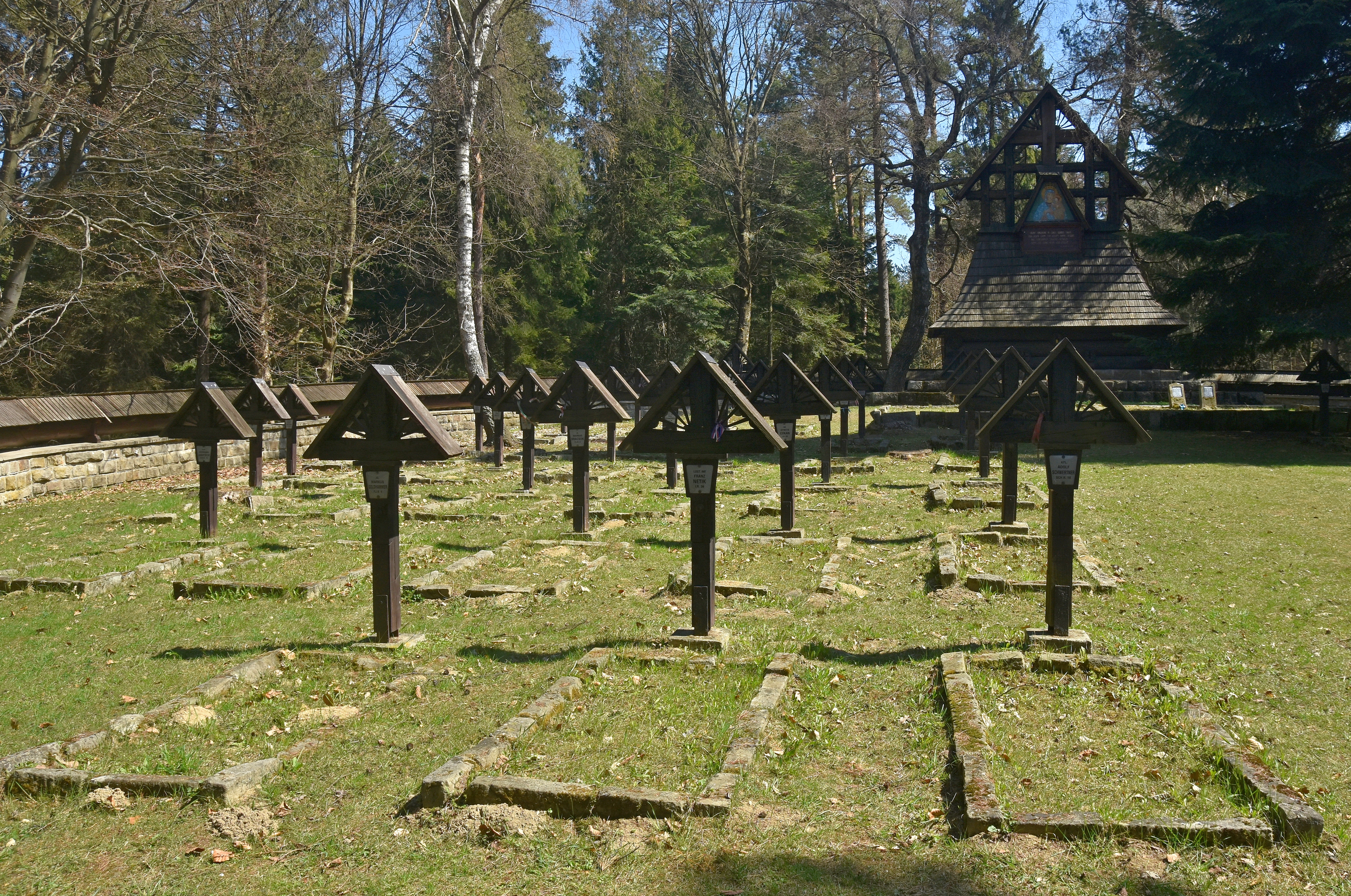
Fragment cmentarza
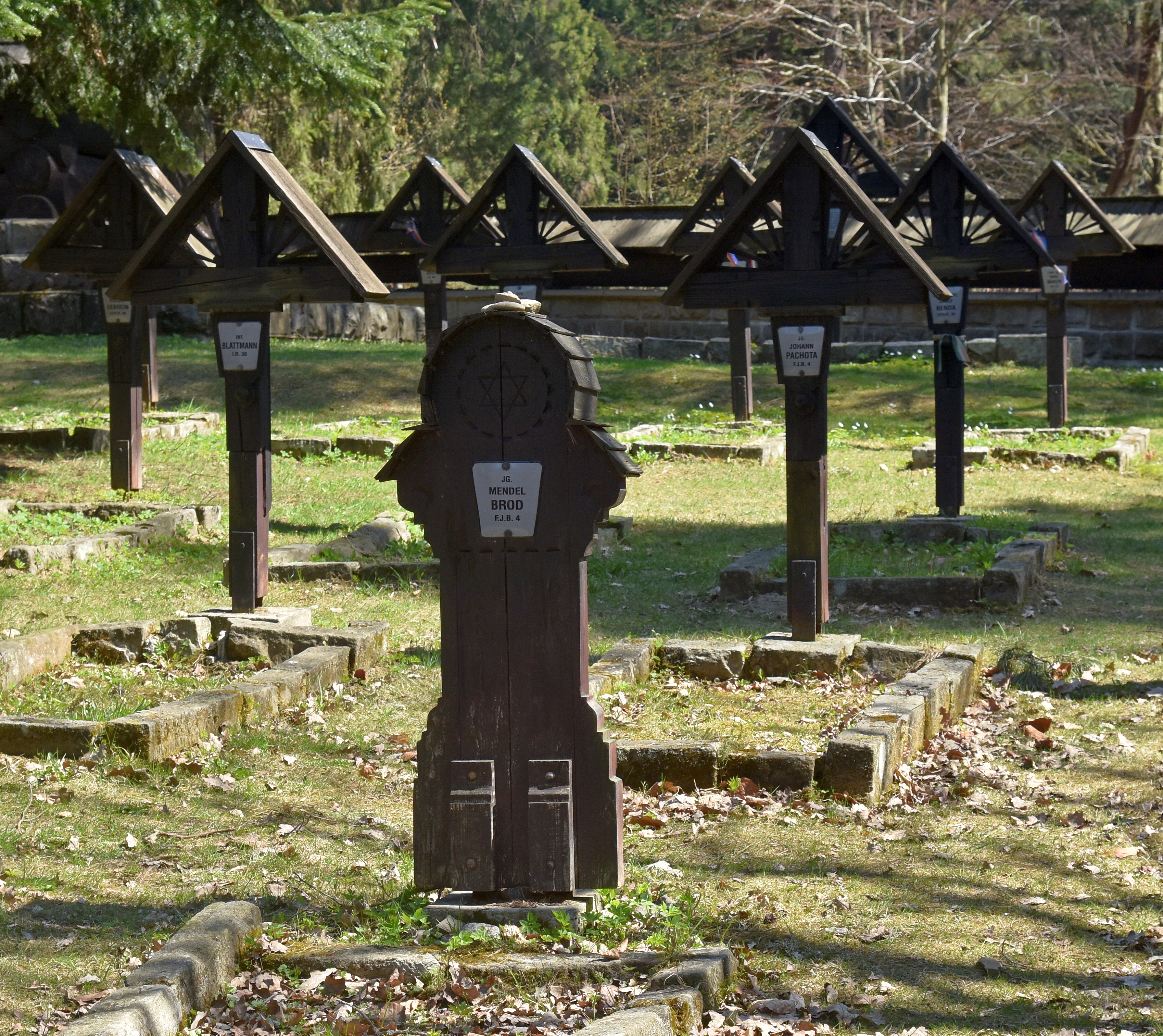
Drewniana macewa
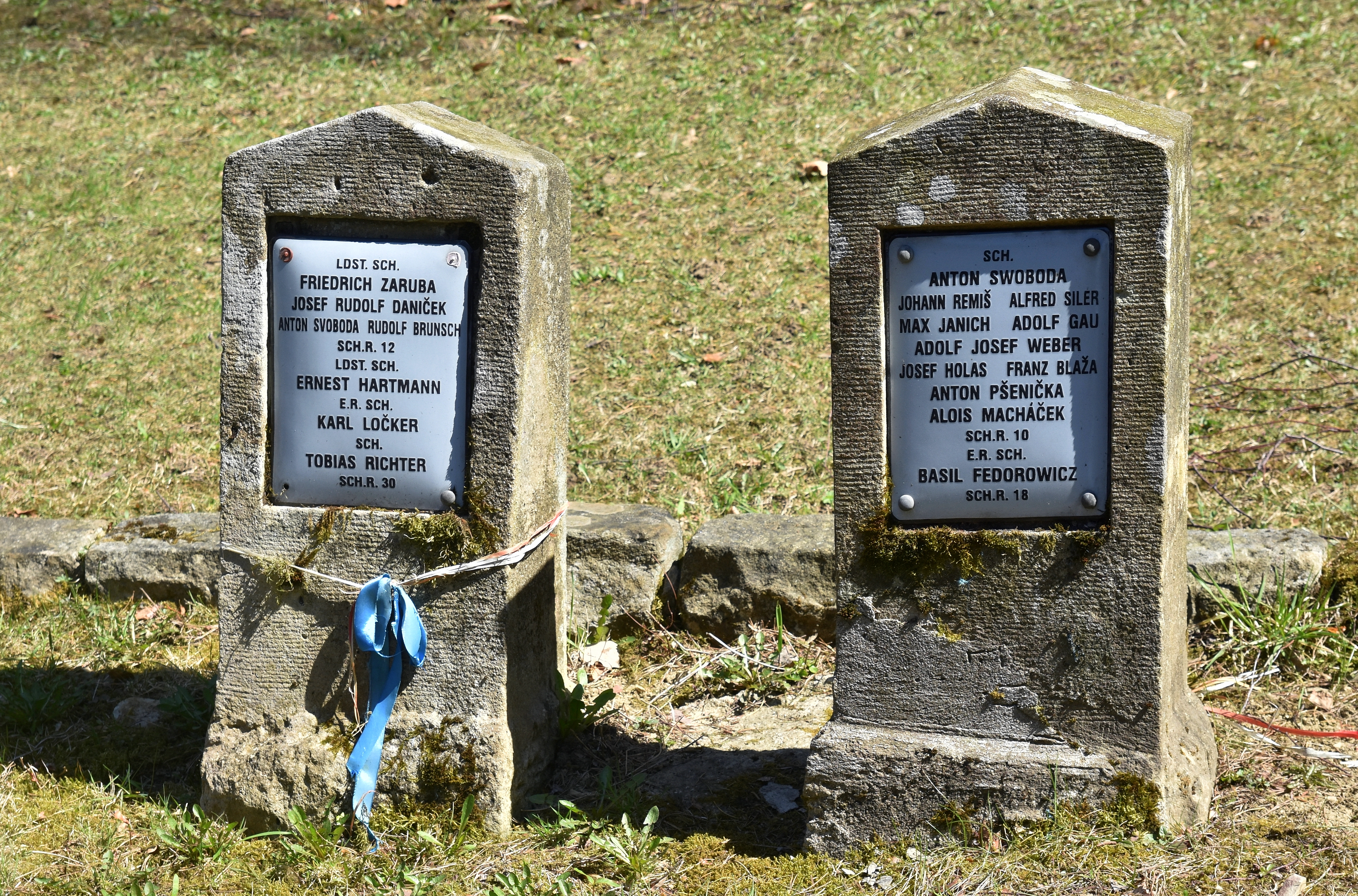
Nagrobki

Unikatowym elementem jest drewniana macewa żołnierza austriackiego wyznania mojżeszowego (Mendel Brod z 4. Batalionu Strzelców Polowych) – zazwyczaj Żydzi chowani byli na osobnych, wyznaniowych cmentarzach. Jest to kopia, postawiona w 2003 w miejscu oryginalnej, której nie odtworzono podczas któregoś z remontów.